# 李寅賓 (崇禎進士)
李寅賓（？—1637年），字賓王，北直隸順天府薊州人，民籍，明朝政治人物。

## 生平
順天府鄉試舉人。崇祯元年（1628年）戊辰科三甲第二百十二名進士。授山東陽谷縣知縣。七年補南直婺源县知县，愛民好士，水旱多方賑濟，疏通饒河，使百姓賴以生存。十年行取，推禮部主事，未任而卒。